# يسرا (اسم)
يسرا هو اسم علم شخصي مؤنث عربي معناه اليُسر أو السهل، يعتبر من أكثر الأسماء المنتشرة عند الإناث في العالم العربي. لكن من الشائع أن يُكتب الحرف الأخير ألفا عادية (ا)، والصواب أن يُكتب ألفاً مقصورة (ى)، كما في الآية: ﴿فَسَنُيَسِّرُهُ لِلْيُسْرَى ۝٧﴾ [الليل:7].  

## الشخصيات
- يسرا ممثلة مصرية
- يسرا اللوزي ممثلة مصرية
- يسرا محنوش مغنية تونسية
- يسرا عبدالرازق لاعبة كرة طاولة مصرية
- يسرى مارديني سباحة سورية